# Christen Foersom
Christen Martin Foersom (7. august 1794 – 2. december 1850) var en dansk skuespiller. Han var søn af Peter Christian Foersom, der var komponist og organist i Odense, og bror til Frederik Foersom, der også var organist og komponist. Skuespilleren og oversætteren Peter Thun Foersom var en fætter til hans far.
Christen Foersom startede sin karriere som skriver på amtmandens kontor i Odense, men røbede tidlig sin lyst og sine evner til at spille komedie. På anbefaling af prins Christian, den senere kong Christian 8., debuterede han d. 7. december 1821 på Det Kongelige Teater og fik øjeblikkelig succes. 

## Skuespilleren
Han havde efter sigende ikke nogen karakteristisk fremtræden, men kunne maskere sig og ændre skikkelse til næsten hvilken som helst rolle. Hans stemme var usædvanlig dyb og kraftfuld og gjorde også fyldest i komiske sangroller i tidens mange syngestykker og vaudeviller. 
De gribende og højtidelige roller var han dog ikke så god til, hvorimod hans mange roller som tidens typiske borger var taget lige på kornet. I bedsteborgerens glansperiode kunne Foersom afsløre alle de komiske, hykleriske eller godmodige sider hos borgerskabets herrer. Dramatikere som Johan Ludvig Heiberg, Henrik Hertz og Thomas Overskou lod sig inspirere af ham og han af dem. 

## Rollerne
Hans repertoire omfattede ca. 300 roller som Herman von Bremen i Den politiske Kandestøber, Skaarup i Sparekassen, en rolle i Gjenboerne, Jesper Oldfux i Jacob von Thybo, Kommandanten i Don Juan, Jørgen Wadt i Kong Salomon og Jørgen Hattemager, Ledermann i Recensenten og Dyret, Jesper i Kjærlighed uden Strømper, Mogens i Elverhøj, Geronte i Scapins Skalkestykker og kammerråd Krans i Æventyr paa Fodrejsen.